# Il fantastico mondo di Heather Parisi
Il fantastico mondo di Heather Parisi è il terzo disco a 33 giri di Heather Parisi, pubblicato dalla CGD nel 1983.
L'album è una ristampa del primo album della show girl, Cicale & Company, con alcune modifiche alla tracklist: vengono eliminate le tracce Millepiedi, Heather like feather e Maggiolino, sostituite dalle tre sigle Disco bambina, Ti rockerò e Radiostelle..

## Tracce
1. Disco bambina
2. Le coccinelle
3. Vanessa (La farfalla vamp)
4. In the Winter - Springtime
5. Mosquito
6. Ti rockerò
7. Cicale
8. Lucciole
9. Humanoids
10. Filo di ragno
11. Quando i grilli cantano
12. Radiostelle